# 英國脫歐
（/ˈbrɛksɪt, ˈbrɛɡzɪt/，即和的混成詞；也译作英国脱离欧洲共同体），指的是英国主動退出欧洲联盟並與之切斷各種聯繫的行為，以英國不受歐盟的法律限制、不被納入歐洲單一市場、不參與和歐洲相關的自由貿易協定、以及在移民政策不用遵循歐盟的方案為主要目的，並以英國獨立的解決方案替代。

英國（黄）已於2020年1月31日正式脫離歐洲聯盟（蓝）

英國已於2020年1月31日晚上11時（GMT）正式退出歐盟，随后进入脱欧过渡期，至2020年12月31日结束。在2016年6月23日的全民公投中，有51.9％的英国选民投票支持离开欧盟，大部分支持离开欧盟的选民來自英格蘭及威爾斯的郊區（大倫敦及其他英格兰大城市以外的地區）。 1973年1月1日，英国加入欧洲共同体，1975年全民公投确认了英国成为欧共體会员国。1970年代與80年代，脫欧提议主要是由工党和工会人员提出。从1990年代起，主要提议者是新成立的英国独立党（UKIP）和保守黨的脫欧派。脫歐支持者橫跨廣泛政治光譜，主要包括英國脫歐黨、英國獨立黨、多數保守黨與少數工黨的支持者。

## 背景

1975年公投和2016年公投支持留在歐共體／歐盟的得票率比較

英國在1973年加入欧洲共同体（歐洲聯盟前身），並在1975年舉行了是否應該繼續留在歐共體的公投，結果過半數投票者支持留在歐共體。
然而英國國內始終存在強烈的歐洲懷疑主義的聲音（反對歐盟及其前身歐共體），無論保守黨還是工黨在歐盟問題上，黨內均不統一（惟總體上工黨多數黨員支持歐盟，而保守黨則意見不一，支持及反對歐盟的皆佔一定比率，但保守黨的共識是反對英國再轉移更多權力至歐盟，並要求從歐盟取回更多權力，如重新實行移民及邊境管制的權力），且也有如英國獨立黨明確主張退出歐盟的政黨存在。
2013年，英国首相大卫·卡梅伦表示如果保守黨在2015年大選獲勝，將在2017年之前舉辦是否退出歐盟的公投。保守黨在2015年勝出大選，卡梅隆在與歐盟達成協議後，隨即宣布英國退出歐盟公投將在2016年6月23日舉行，並表明支持英國留在歐盟，實際上領導留歐陣營。
脫歐陣營在大衛·卡梅倫宣布脫歐公投的日期後，一直未有具標誌性的代表人物推動脫歐，如多年來一直推動英國脫離歐盟的英國獨立黨黨魁奈杰尔·法拉奇雖非政治新人，但一直並非是英國主流的政治人物，缺乏代表性，直至倫敦市長鲍里斯·约翰逊宣布表態支持脫離歐盟後，脫歐陣營的支持度大幅增加，约翰逊表態支持脫離歐盟後，使原先一直以來反對歐盟的保守黨支持者願意不理會卡梅倫的勸喻支持脫歐，约翰逊亦實際上成為領導脫歐陣營的代表人物。

## 英國去留歐盟公投
2016年6月23日英国举行脱离欧盟的全民公投。投票结果为脱离欧盟。公投結果公佈後不久，主張英國留在歐盟的首相戴维·卡梅伦提出辞职。
| 2016年英國去留歐盟公投 全國結果 |                      |            |         |
| 選項                            | 選項                 | 票數       | %       |
|                                 | 脫離歐盟             | 17,410,742 | 51.89%  |
|                                 | 保留歐盟成員國身份   | 16,141,241 | 48.11%  |
|                                 |                      |            |         |
| 有效票                          | 有效票               | 33,551,983 | 99.92%  |
| 無效或空白票                    | 無效或空白票         | 25,359     | 0.08%   |
| 總票數                          | 總票數               | 33,577,342 | 100.00% |
|                                 |                      |            |         |
| 已登記選民及投票率              | 已登記選民及投票率   | 46,500,001 | 72.21%  |
| 投票年齡人口及投票率            | 投票年齡人口及投票率 | 51,356,768 | 65.38%  |
| 來源：選舉委員會                |                      |            |         |

| 脫離： 17,410,742（51.9%） | 留下： 16,141,241（48.1%） |
| ▲                          |                            |

## 進程

### 卡梅伦时期
由于卡梅伦在脱欧公投前支持留欧，在公投结果于6月23日出炉后卡梅伦宣布辞去英国首相一职，并于7月13日正式离职，时任英国内政大臣文翠珊接替卡梅伦成为新一任英国首相。

### 文翠珊时期
2017年1月，英國政府向下議院提交《退出歐盟通知法令》草案，該法案授權英國政府啟動脫離歐洲聯盟的程序。2月1日下議院對法案進行二讀表決，以498票支持和114票反對通過。2月8日下議院進行三讀表決，以494票支持和122票反對通過。
上議院於3月1日和7日表決通過加入兩項修訂，法案被發回下議院再議。下議院在3月13日以335票對287票否決由上議院加入的保障在英歐盟公民修訂條款，又以331票對286票否決由上議院加入的國會可否決脫歐條款，法案又再送交上議院審議。上議院於3月13日晚間表決放棄加入該兩項修訂，讓法案正式在國會通過。3月16日，女王伊莉莎白二世簽署法令。3月20日，英國首相府宣佈，將在3月29日正式啟動脫歐程序。
3月28日，英國首相文翠珊在首相府簽署六頁長的通知信知會歐盟，英國決定按照《里斯本條約》第50條啟動脫歐程序。3月29日，該通知信由英國駐歐盟大使巴羅親手交予歐盟理事會主席圖斯克。
5月，文翠珊宣布，离开欧盟后，英国不会寻求維持在歐洲单一市场或关税同盟常任理事国位置。她承诺将废除《1972年欧洲共同体法令》，并将现行的欧盟法律纳入英国国内法律体系中。退欧谈判于2017年6月19日正式启动。
2017年12月8日，英国与欧盟达成脱欧框架协议，从而为贸易谈判铺平了道路。
2018年1月，下議院通過《退出歐盟法令》，5月获上议院通过，6月英國女王簽署並生效，根據法令，英國將在2019年3月29日23時退出歐盟。
2018年11月13日，經歷一年多的談判，英国与欧盟就脱欧协议内容达成一致。
- 根据协议草案内容，英国将于2019年3月29日退出欧盟，接下来是一个過渡期。過渡期內，英国将暂时留在欧盟内部市场和关税同盟。過渡期持续到2020年12月31日结束。英歐争取在过渡期结束前6个月内签署贸易协定。協定未達成或英国在2020年7月1日前提出要求，可延长脱欧过渡期或让整个英国继续留在欧盟的关税联盟。过渡期可延长一次。过渡期延长之后，英国必须继续承认欧盟的规则，但没有自己的投票权，并有义务继续支付欧盟会员费。英国在过渡期在贸易领域等缔结的国际协定，只能在过渡期结束后才能生效[19]。
- 在英国生活的欧盟公民，他们的医保、退休金和其它社会福利均有保障。对在过渡阶段才去其它欧盟国家的英国人来说亦然[19]。
- 过渡期结束后，英国仍要履行作为欧盟成员国时所承诺的一切财政义务。具体的资金数额尚未确定。在2020年前，英国还将继续参加欧盟每年的财政计划[19]。
- 即使英国与欧盟在脱欧过渡期结束时未谈妥未来贸易协定，英国的北爱尔兰与欧盟成员国爱尔兰之间的边界也将依旧维持不设海关和边检的状态。一般称为“爱尔兰边境保障措施（英语：Irish backstop）”[19][20]。

11月14日，英国和欧盟达成的脱欧协议草案在英國内阁获得通过。
英国与欧盟达成脱欧协议草案后，引發反對者強烈不滿。上任仅4个月的脱欧事务大臣多米尼克·拉布便以不满草案为由请辞，工作和养老金部大臣艾斯特·麦克维和另外2名次长级官员亦相继辞职。多米尼克·拉布发表声明说，自己不能“昧着良心”支持脱欧协议草案。他批评草案中有关解决爱尔兰边界问题及英国继续留在欧盟关税同盟等内容，认为这将无法让英国真正脱欧。艾斯特·麦克维在声明中说，脱欧协议并未尊重英国全民公投的结果。保守党资深议员、脱欧运动推动者雅各·里斯-莫格在党内公开提出对首相的不信任投票动议，认为脱欧协议草案是英国对欧盟在各项关键权利上的退让。但兩名主要內閣成員包括高文浩在內的脫歐派人士則認為現階段撤換首相不合時宜。
11月25日，歐盟27國領導人一致通過英國脫歐協議草案。英國的調查指52%受訪民眾支持文翠珊和歐盟達成之脫歐協議草案，反對的有19%。
2019年1月15日，英國脱欧协议草案在英國议会以432票反对，202票支持，未獲通過。
2019年1月29日，英国议会就7项涉脱欧协议的修正案展开辩论并进行表决。其中2项修正案获通过，另外5项则宣告失败。通過的修正案其中之一是排除无协议脱欧，但该修正案仅为纯建议性质；另一項是呼吁移除爱尔兰边境保障措施，改以运用科技进行便捷边境检查的“替代安排”解决英爱边境问题。英國首相文翠珊將前往歐盟總部布魯塞爾就脫歐協議草案重啟談判，但欧盟委员会主席让-克洛德·容克2月7日在布鲁塞尔表示，欧盟不会与英国就脱欧协议重新谈判。
2019年3月6日，英国提议，如果在爱尔兰边境保障措施不幸启动的背景下，应授权负责英欧调停的独立仲裁委员会决定何时终止该措施。然而欧盟认定，这超出委员会“确保双方遵循规则”的职权范围，拒绝英国方面提议。
2019年3月11日，欧盟态度突然软化，同意对脱欧协议进行修改。最新的脱欧协议修改将防止英国北爱尔兰地区在脱欧过渡期结束后出现被无限期留在欧盟内的情况。
3月12日，英国下议院投票再次以391票反对、242票支持的投票结果否决了英国政府与欧盟达成的修改後的脱欧协议。
2019年3月13日，英国下议院投票表决是否支持完全排除无协议脱欧，以防止英国在3月29日没有任何协议的情况下退出欧盟。最终以321支持、278票反对的投票结果要求英国完全排除无协议脱欧。
2019年3月14日，英国下议院以412赞成、202反对的表决结果，通过推迟英国脱欧动议，決定將英国脱欧的最后期限由原先的3月29日推迟到6月30日。但根據《里斯本條約》第50條，該提議需要歐盟全部會員國同意，布魯塞爾方面表示要研討英國提出的推遲脫歐請求，法國則表示如果英國沒有拿出任何計畫，則不會同意英國的要求。
2019年3月19日，英国下议院议长约翰·伯考引用400年前通过的英国议会规则，宣布因英国政府的脱欧协议草案未有实质性改变，拒绝脱欧协议草案在议会进行第三次投票。
2019年3月21日，欧盟27国领导人同意英国脱欧延期至5月22日，但条件是在此后一个星期内英国议会需通过脱欧协议。而若英国议会无法在接下来的一周内通过脱欧协议，则英国於4月12日依法脫離歐盟。
3月25日，英國國會下議院以329對302票通過修正案，使國會代替政府主導脫歐進程。
3月27日，英国国会下议院以441票支持、105票反对确认将原先的脱欧日期从法律中删除，并同意推迟脱欧日期。
2019年3月29日，英国政府的脱欧协议草案以286票赞成、344票反对第三次被下议院否决，至此英国必须在4月12日前提出新方案，否則依法將自動脫離歐盟。
2019年4月1日，歐盟議會由於英國國會未通過協議，將於4月10日召開特別會議，討論英國脫歐事宜。
2019年4月3日，英国国会下议院以310票支持，310票反对，并由议长约翰·伯考投下反对票的结果，决定从4月8日起不再就脱欧方案继续进行指示性投票。上次下议院出现僵局并由议长投下关键一票的情况出现在1993年；讽刺的是，当时讨论的议题正是构成欧盟基石的马斯特里赫特条约。同日，下议院以313票支持，312票反对要求首相特雷莎·梅向欧盟寻求再次延期脱欧。
2019年4月4日，英国首相特雷莎·梅宣布将再次寻求延迟脱欧，以争取时间与反对党英国工党达成一份脱欧方案。
2019年4月10日，歐盟主動向英國表示可以將脫歐限期大幅延後至10月31日，而非原先之6月30日，亦允許英國於英國國會正式通過脫歐協議後隨時脫歐。
2019年5月24日，由於英國首相特雷莎·梅就脫歐協議之相關內容無法與西敏宫達成共識，特雷莎·梅宣布將在6月7日辭去保守黨黨魁的職位。並且宣布將在6月10日啟動黨魁選舉相關事宜，而此期間將以看守內閣的身分擔任首相一職。
6月7日，文翠珊如期辭去黨魁職位。
2019年7月23日，经保守党党员的全选，议会执政党表决，英国前外交大臣鲍里斯·约翰逊以过半的得票率当选新任保守党领袖。同时特蕾莎·梅正式辞任首相一职，将职责与脱欧事务全权交于鲍里斯。他曾經表示，如得不到國會共議，將會進行無協議脫歐（No-deal brexit）。

### 约翰逊时期
8月20日，首相鲍里斯·约翰逊要求歐盟從英国脱欧协议中取消爱尔兰边境保障条款，遭到歐盟拒絕。
按慣例，英國國會進入9月後休會以開啟新一屆會期。2019年8月28日，鲍里斯·约翰逊宣佈他已請求女王將原本休會3週時間延長為5週，即9月10日起休会至10月14日。由于届时议员想要在10月31日脱欧大限前寻求立法阻止无协议脱欧，从时间上来说，将相当困难。約翰遜此舉招致留歐派批評，认为約翰遜违背民主；同時超过100万英国网民签署一项网上请愿，反对暂停议会运作；英国30多个城镇游行示威抗議約翰遜超長時間國會暫停舉動；此外有反脱欧活动人士到法院就休會提起司法复核诉讼。议会会期通常持续一年，但2017年至2019年的该届会期达两年，是英國內戰以来最长的一次。9月2日，英国首相约翰逊在首相府发表声明说，在任何情况下他都不会要求欧盟推迟英国脱欧，英国将在10月31日如期脱离欧盟。针对约翰逊蓄意延长议会休会一事，9月3日，保守党下院议员奥利弗·莱特温提交申请，要求立即就是否从约翰逊手中夺取议会议程控制权进行投票。最終以328票赞成、301票反对的表决结果，通过从约翰逊手中夺取议会议程控制权的动议。約翰遜隨後將倒戈黨員開除出黨。
9月4日，议会下院投票通过了一项阻挡无协议脱欧的议案，除非2019年10月19日前议会投票通过政府与欧盟达成的脱欧协议或无协议脱欧，否則脱欧日期推迟至2020年1月31日。首相約翰遜隨即要求10月15日提前举行大选，但这项动议最終並未獲得三分之二的议员的支持，動議未通過。
9月6日，英格蘭及威爾斯高等法院驳回留欧人士反对暂停议会的请求，裁定首相鲍里斯·约翰逊要求议会休会不违法。但苏格兰高等民事法院和英国最高法院先後裁定，首相约翰逊实施议会休会的举措违法。
9月25日，英國國會復會。
10月2日，英国首相鲍里斯·约翰逊向欧盟官员提交其修改完成的脱欧提案，在提案中约翰逊提出在2020年12月31日脱欧过渡期结束之后，北爱尔兰将跟随英国一同退出关税同盟，英国将不再受欧盟法律管辖。但为避免爱尔兰岛出现硬边界，英国政府将会建立一个覆盖爱尔兰全岛的商品管制区，北爱尔兰和爱尔兰共和国间的贸易将继续遵守欧洲单一市场规则，不在北爱尔兰边境设立检查站，不過在距離北愛爾蘭和愛爾蘭邊境5-10公里處依舊設置清關站點進行物理檢查。在2021年1月1日方案开始实施前，北爱尔兰议会将投票决定是否执行该方案，并在此后每四年投票一次决定未来四年的安排。由于北爱尔兰将可能在英国脱欧后继续遵守欧盟单一市场规则，未来商品检查站将可能被设立在不列颠岛和北爱尔兰之间，英国国内将出现一条内部边境。北爱尔兰部分政治人士和部分支持硬脱欧的英国政客反对该提议，北爱尔兰最大的亲英政党民主统一党表示暂时支持约翰逊提出的方案并敦促欧盟接受该方案。
10月3日，因為英国首相鲍里斯·约翰逊的新方案在两爱间仍有不可避免的物理检查，欧洲理事会主席唐纳德·图斯克对媒体称欧盟对英国政府提出的新协议“并不信服”。
10月5日，英国首相约翰逊在与荷兰首相马克·吕特通话时被告知欧盟不接受在爱尔兰与北爱尔兰之间建立海关边界，并要求英国政府全面修改协议。
10月8日，德国总理安格拉·默克尔在与英国首相鲍里斯·约翰逊就脱欧协议磋商时表示，只有北爱尔兰留在关税同盟才有可能达成协议，否则协议“大概率不可能”。
10月17日，欧盟委员会主席容克宣布，欧盟已和英国政府达成协议。新协议規定包含北愛爾蘭在內的整個英國退出關稅同盟，北爱尔兰也将被包含在未来所有英国贸易协定中。但北爱尔兰仍然适用包含欧盟增值税在内的欧洲单一市场对于商品的规则，以确保北愛與愛爾蘭共和國不設硬邊界。海關檢查將設在愛爾蘭海上，从大不列颠岛穿越爱尔兰海的货物将支付欧盟关税，但如果货物最终在北爱尔兰出售，卖方可以获得退税。导致爱尔兰岛法律上的海关边界位于英爱边境，但事实上位于爱尔兰海岸。北爱尔兰议会每四年投票一次以决定是否继续执行这些安排。如果议会表现出“跨社群支持”，则八年后才需再表决。但若议会反对继续，英国政府与欧盟将有两年时间商讨新的安排。第一次表决预计在脱欧过渡期即将结束的2020年12月底。因该脱欧协议中北爱尔兰仍受欧洲单一市场及欧盟增值税限制，民主统一党表示无法在国会投票支持协议。而除英国外的欧盟27个成员国领导人則一致通過欧盟委员会与英国政府达成的最新脱欧协议。
10月19日，英国议会下议院以322票支持对306票反对通过了“莱特文修正案”，决定推迟原本定于当天举行的关于脱欧协议的最后表决，直到议会通过新的批准法案，而英国首相鲍里斯·约翰逊则宣称无论如何都要在10月31日让英国脱离欧盟。虽然约翰逊在当日晚间致信欧盟寻求将脱欧日期延迟至2020年1月31日，但他并未在这封信上签字，与此同时，约翰逊还给欧盟写了另一封署名信件，阐述延期脱欧是个错误，希望欧盟不要同意延期。
10月22日，下议院以329对299票通過脱欧协议的基本原则。隨後首相約翰遜提出3天完成立法程序的动议，遭到下议院以308对322票的结果否决。約翰遜便宣布，将暂停脱欧协议法案后续的审议、三读等立法程序。
10月28日，歐盟同意英國脫歐日期再延至2020年1月31日。同日，英国首相约翰逊要求在12月12日提前举行大选动议未能获得三分之二的议员支持。

#### 提前大选
10月29日，英国政府再次提出于12月12日举行提前大选的法案，在下议院以438票支持对20票反对通过，进入上议院审议。此次投票工党有超过一百名议员弃权，11人投反对票。同日，即将离任的欧洲理事会主席唐纳德·图斯克称欧盟可能不会再同意英国脱欧延期。
10月30日，提前大选法案在上议院通过，于次日获得御准，成为《2019年提前国会大选法令》。
11月6日，因12月12日选举期的到来，第57届英国议会依惯例在11月份解散。此期间将暂停一切对脱欧协议相关的审议，直至新届国会选出。同日，担当10年下议院议长的约翰·伯考因任期届满而辞去职位，由原身为工党党籍的副议长林賽·霍伊爾接替其职位领议。
12月12日，保守黨在選舉中大勝。20日，英國下議院以358票对234票二讀通过首相约翰逊达成的脱欧协议，确认英国在2020年1月31日脱离欧盟，並明確禁止政府延長脫歐過渡期。

#### 正式退出欧盟

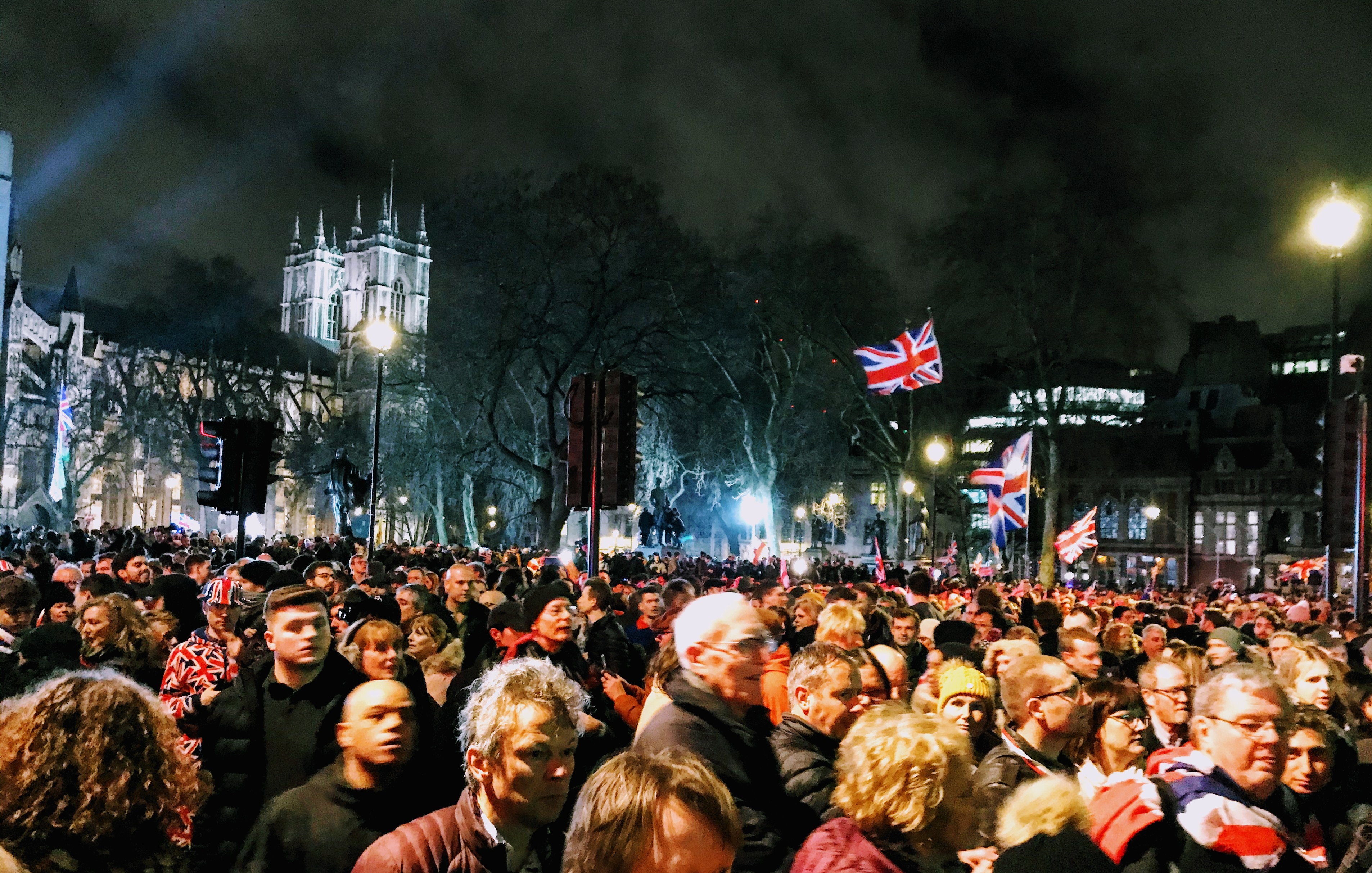
當地時間2020年1月31日夜11時，數以千計的脫歐支持者在英國倫敦國會廣場一起倒數見證歷史一刻

2020年1月9日，下议院以330票支持与231票反对的表决结果三讀通过脱欧协议法令草案。1月22日晚，上议院通过脱欧协议法令。1月23日，英國女王批准脫歐協議。1月24日，欧盟委员会和欧盟理事会主席批准英国退欧协议。1月29日，欧洲议会通过英國脫歐協議。
2020年1月31日，英國正式脫離歐盟，进入脱欧过渡期。同日，英国发行大约300万枚脱欧纪念币。
10月1日，歐洲聯盟稱英國首相鮑里斯·強森政府提出的《內部市場法令》草案違反脫歐協議並提出法律行動。
2020年12月24日，英國與歐盟達成脫歐後自由貿易協定《英欧贸易合作协定》。
2020年12月26日，英國與歐洲聯盟同時公布長1,246頁的脫歐貿易協議文本，除了貿易文件，還包括有關核能、民用核能的協議，交換機密訊息，以及一系列聯合聲明。英国议会两院和欧盟已分别批准英欧贸易合作协定、并获得女王御准。
英國於格林威治標準時間12月31日23時起，正式離開歐盟單一市場及關稅同盟，不過直布羅陀暫不退出。《英欧贸易合作协定》于欧洲中部时间2021年1月1日正式生效，规范正式退出欧盟后的英欧自由贸易关系，避免了无协议脱欧。
2020年12月17日，欧洲联盟委员会宣布将让《北爱尔兰议定书》生效；在数次延期后，这份文件将于2021年6月30日生效。根据这份文件，北爱尔兰在英国脱欧后继续保留欧盟关税同盟以及单一市场的制度，从大不列颠运往北爱尔兰地区的物品必须要接受欧盟规则的检查。

## 延伸閲讀
- Ansorg, N. & Haastrup, T.: "Brexit Beyond the UK's Borders: What It Means for Africa", GIGA Focus Afrika No. 03/2016（页面存档备份，存于）
- Clarke, Harold D.; Goodwin, Matthew; Whiteley, Paul. . Cambridge: Cambridge University Press. 2017. ISBN 978-1316605042.
- Culkin, Nigel; Simmons, Richard. . Bingley: Emerald Publishing. 2018. ISBN 978-1787694385.
- Evans, Geoffrey; Menon, Anand. . Cambridge: Polity Press. 2017. ISBN 978-1509523863.
- Freedland, Jonathan, "Fools Rush Out", The New York Review of Books, vol. LXVI, no. 14 (26 September 2019), pp. 30, 32, 34–35.
- Hobolt, Sara B.  (PDF). Journal of European Public Policy. 7 September 2016, 23 (9): 1259–1277  [2021-03-05]. ISSN 1350-1763. S2CID 158006844. doi:10.1080/13501763.2016.1225785. （原始内容存档 (PDF)于2019-10-06）.
- Oliver, Tim. . Bristol: Policy Press. 2018. ISBN 978-1447346395.
- O'Rourke, Kevin. . London: Pelican. 2019. ISBN 978-0241398272.
- O'Toole, Fintan. . London: Apollo. 2018. ISBN 978-1789540987.
- Outhwaite, William (ed.) 2017). Brexit: Sociological Responses. London: Anthem Press, ISBN 978-1783086443
- Peers, Steve. . Oxford: Hart Publishing. 2016. ISBN 978-1-84946-874-9. OCLC 917161408.
- Rogers, Ivan. . London: Short Books. 2019. ISBN 978-1780723990.

## 外部連結
- Early Parliamentary General Election Bill 2019–20, Progress in Parliament（页面存档备份，存于）
- British government's Brexit information（页面存档备份，存于）
- British government's official negotiation documents（页面存档备份，存于）
- European Parliament – Brexit impact studies（页面存档备份，存于）
- Brexit news on Eur-Lex website（页面存档备份，存于）
- Legal Effect of the Protocol on Ireland/Northern Ireland, Attorney General's advice to Prime Minister, 13 November 2018（页面存档备份，存于）
- British government's Explainer (for the withdrawal agreement) 14 November 2018（页面存档备份，存于）
- https://publications.parliament.uk/pa/ld201719/ldselect/ldeucom/245/245.pdf（页面存档备份，存于）
- EU's official negotiation documents（页面存档备份，存于）
- British Parliament – Brexit News（页面存档备份，存于）
- Reading list of post-EU Referendum publications by Parliament and the Devolved Assemblies（页面存档备份，存于） – House of Commons Library
- Record of Brexit-related business in the devolved legislatures（页面存档备份，存于） (Northern Ireland, Scotland and Wales) – House of Commons Library
- Gov.UK – Department for Exiting the European Union（页面存档备份，存于）
- BBC: "Brexit: What are the options?" (10 October 2016)（页面存档备份，存于）
- BBC: "Brexit vote: What could happen next?" (17 December 2018) （页面存档备份，存于）
- The Brexit Papers, Bar Council, December 2016
- "Plan for Britain: The government's negotiating objectives for exiting the EU": PM's speech delivered and published on 17 January 2017（页面存档备份，存于） – transcript of speech as delivered at Lancaster House, London
- The United Kingdom's exit from and new partnership with the European Union, February 2017 ("White paper")（页面存档备份，存于）
- 中的“Brexit”
- Quotes about Brexit（页面存档备份，存于） on Euronews
- European Council Brexit Guidelines（页面存档备份，存于）
- "The economic effects of the government's proposed Brexit deal"（页面存档备份，存于）—National Institute of Economic and Social Research, November 2018
- How will Brexit affect the UK's manufacturing industry?（页面存档备份，存于） UK Trade Policy Observatory, February 2018
- The real post-Brexit options（页面存档备份，存于） Lecture by Ivan Rogers at the University of Glasgow, 23 May 2018
- "What are the options for the UK's trading relationship with the EU after Brexit?"（页面存档备份，存于） UK in a Changing Europe, King's College London, December 2018
- "Brexit phrasebook: a guide to the talks' key terms"（页面存档备份，存于）—The Guardian, 23 November 2018
- "Lord Ashcroft: How the United Kingdom voted on EU referendum day – and why"（页面存档备份，存于） Conservative Home, 17 March 2019
- Explanatory Memorandum for the Withdrawal of the United Kingdom from the European Union (Consequential Provisions) Bill 2019 introduced by the Irish government in the legislature（页面存档备份，存于） (Oireachtas)
- EU Council decision, 22 March 2019, extending the negotiating period（页面存档备份，存于）
- 歐盟委員會發行刊物（页面存档备份，存于）
- 英国和欧盟达成的协议（页面存档备份，存于）
  - （页面存档备份，存于）
  - （页面存档备份，存于）**（页面存档备份，存于）
  - （页面存档备份，存于）

### 法院相關案件
- Judgment（页面存档备份，存于） of the Supreme Court of the United Kingdom in R (Miller) v Secretary of State for Exiting the European Union
- Judgment（页面存档备份，存于） of the European Court of Justice in the Wightman case: Right of unilateral revocation of the notification
- Wilson v Prime Minister (2018) EWHC 3520 (Admin)（页面存档备份，存于）
- Ewan McGaughey "Could Brexit be Void?"（页面存档备份，存于） "King's Law Journal", Volume 29, 2018, Issue 3
- UK withdrawal from the European Union: Legal and procedural issues（页面存档备份，存于） European Parliamentary Research Service, March 2017
- Ronan McCrea. "The legal issues of revoking the notification to leave the EU – but then notifying to leave again"（页面存档备份，存于）. London School of Economics, 20 December 2018

template:United Kingdom European Union membership referendum, 2016